# Leonbronn
Leonbronn ist ein Dorf im Landkreis Heilbronn in Baden-Württemberg, das von 1971 bis 1974 gemeinsam mit Ochsenburg die Gemeinde Burgbronn bildete, deren Teilorte seit dem 1. Januar 1975 zu Zaberfeld gehören.

## Geschichte
Der im oberen Tal der Zaber an deren Zufluss Riesenbach gelegene Ort wurde 1289 erstmals als „Lincbrunnen“ erwähnt. Der Ort gelangte von der mittelalterlichen Ortsherrschaft, den Herren von Magenheim, über Baden an die Grafen von Vaihingen und letztlich 1355 an Württemberg. Hauptlehensträger waren vom 14. bis zum 18. Jahrhundert die Herren von Sternenfels, im 14. und 15. Jahrhundert hatten auch die Herren von Wunnenstein, Dürrmenz, Talheim, Enzberg und Urbach Anteile am Ort. Leonbronn gehörte bis 1810 zum Oberamt Güglingen, danach bis 1938 zum Oberamt Brackenheim und seitdem zum Landkreis Heilbronn. 1939 wurden 549 Einwohner gezählt, Ende 1945 waren es 568.
Am 1. Januar 1971 schlossen sich die Gemeinden Leonbronn und Ochsenburg zur neuen Gemeinde Burgbronn zusammen, die sich im Zuge der baden-württembergischen Gemeindereform am 1. Januar 1975 mit Zaberfeld und dessen Ortsteil Michelbach zur neuen Gemeinde Zaberfeld vereinigte.
Der Ort war von 1901 bis 1995 Endpunkt der Zabergäubahn. Die Königlich Württembergischen Staats-Eisenbahnen erbauten das Bahnhofsgebäude als Einheitsbahnhof vom Typ IIa.

## Wappen
Das Wappen von Leonbronn zeigt in geteiltem Schild oben in Blau einen goldenen Löwen, unten in Gold ein blaues Hufeisen.

## Bauwerke

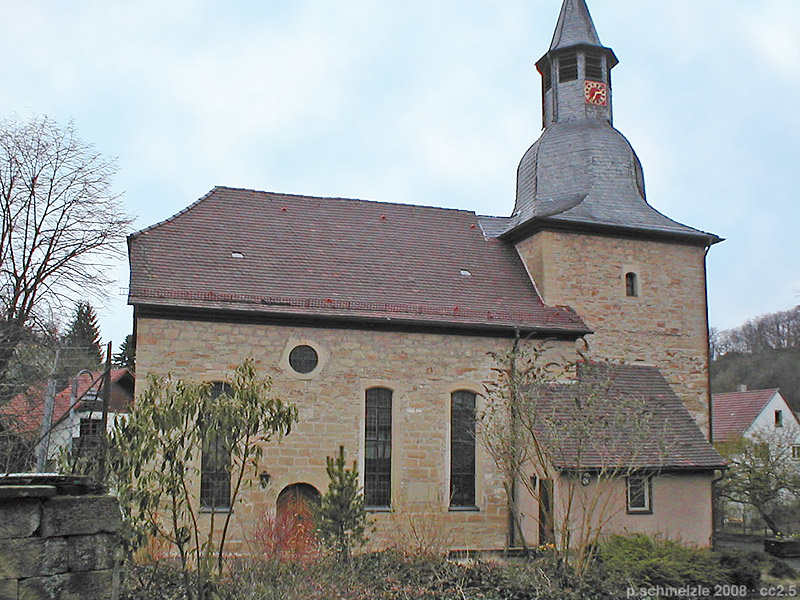
Jakobuskirche

- Die evangelische Jakobuskirche geht zurück auf eine mittelalterliche Kapelle und ist seit 1485 Pfarrkirche des Ortes. An der Kirche befindet sich ein Sandstein-Epitaph eines früh verstorbenen Sohnes der Herren von Sternenfels sowie eine Gedenktafel für Wilhelm Zimmermann, der von 1854 bis 1864 Pfarrer in Leonbronn war.
- Unweit der Kirche ist ein alter steinerner Tisch mit vier Steinbänken aufgestellt, der der Überlieferung nach der Gerichtstisch vom Zentgericht des abgegangenen Weilers Möderhausen gewesen sein soll. Allerdings ist ein solches Zentgericht dort nicht belegt, so dass der Tisch auch anderen Zwecken im 1378 von der Edelfrau von Bongertsfelden gestifteten Almandwald gedient haben könnte.[5]
- Westlich der Kirche befindet sich das historische Pfarrhaus von 1596.
- In Leonbronn befinden sich zahlreiche historische Wohn- und Wirtschaftsgebäude, darunter Fachwerkbauten, ein altes Backhaus sowie bäuerliche Anwesen aus der Zeit um 1900.

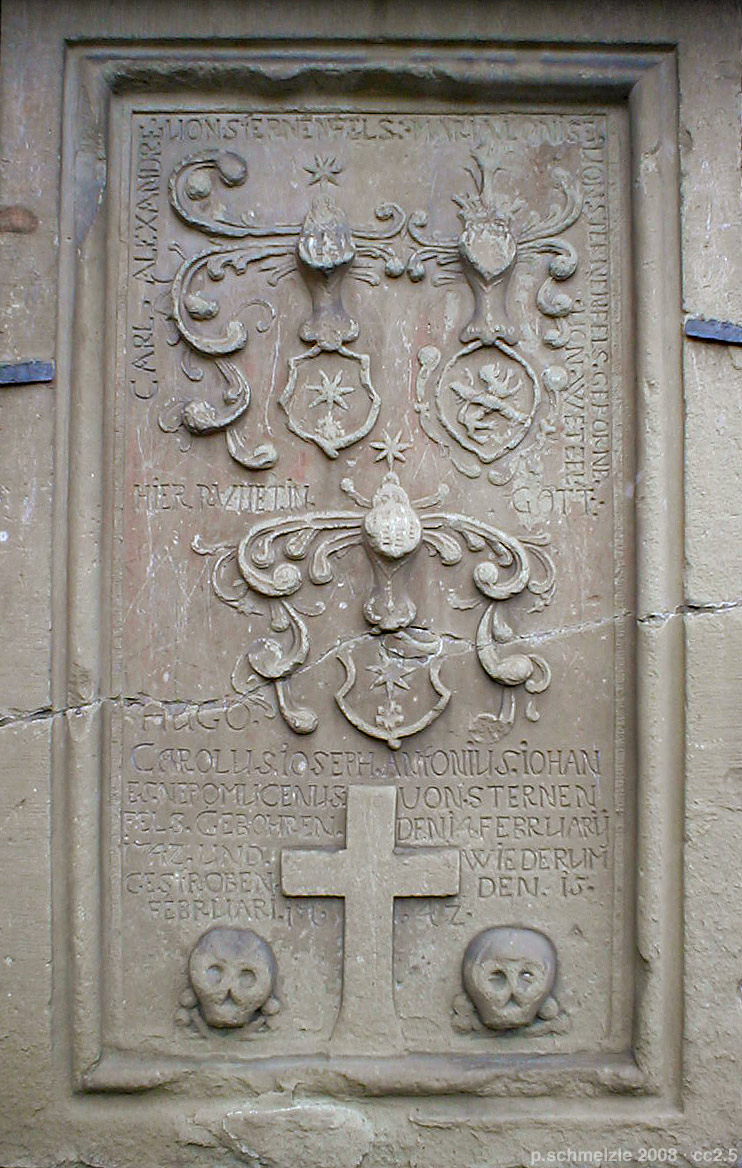
Sternenfels-Epitaph bei der Kirche
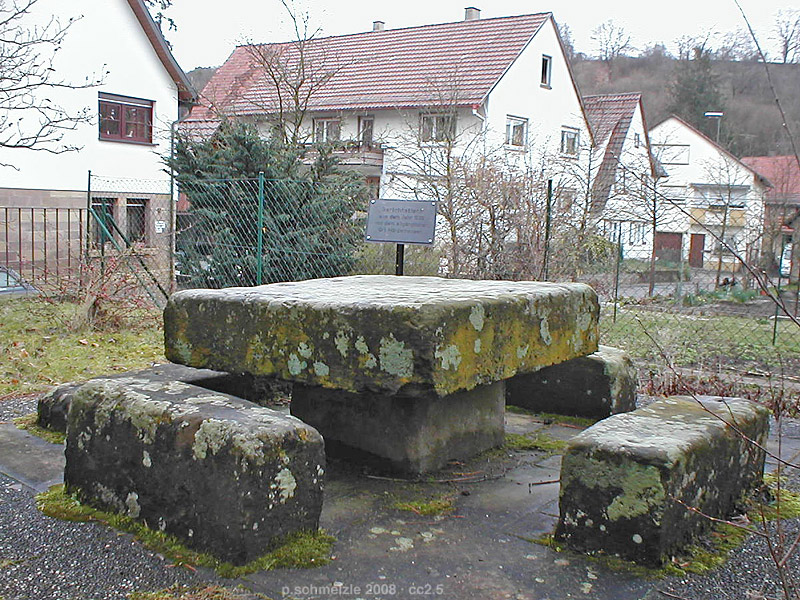
Gerichtstisch
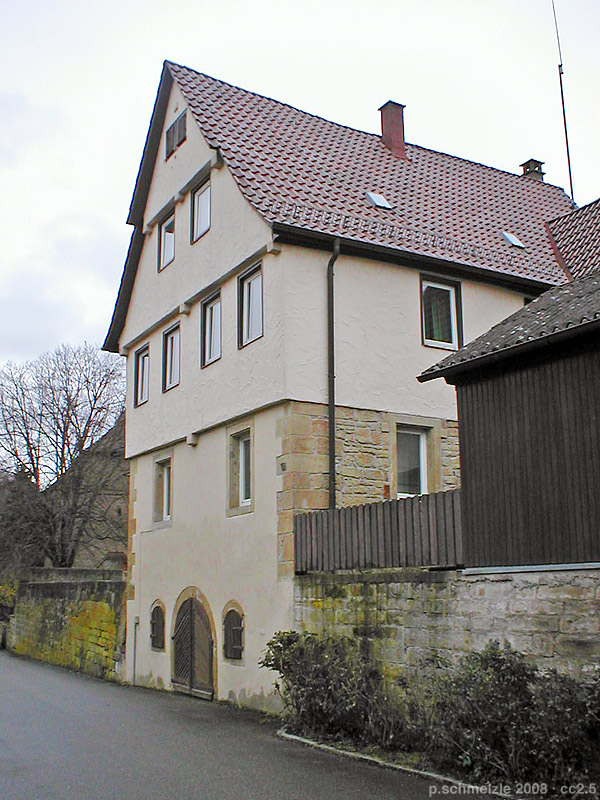
Pfarrhaus
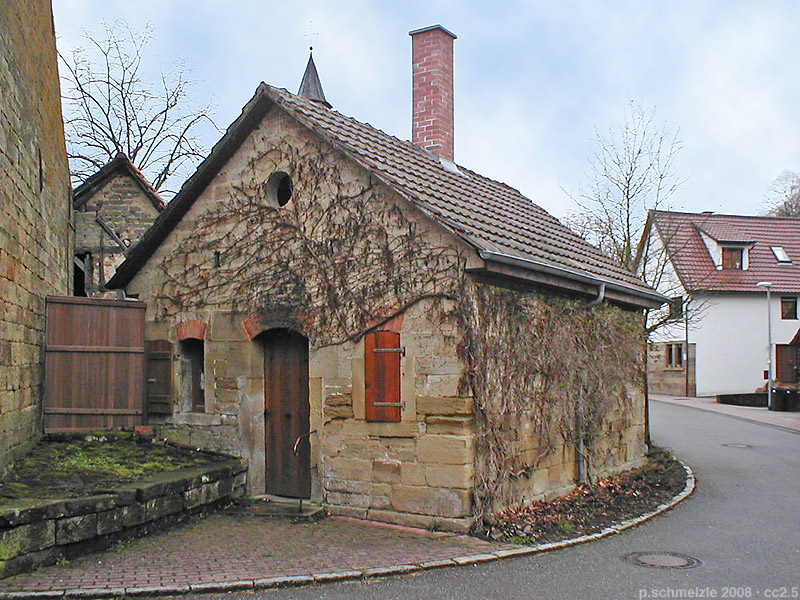
Backhaus